# USS Barbero
Lo USS Barbero (codici e numeri d'identificazione SS/SSA/SSG-317) fu un sommergibile costruito durante la seconda guerra mondiale per la United States Navy, la marina militare degli Stati Uniti d'America, uno dei 120 di classe Balao completati. L'unità deve il suo nome a un pesce appartenente alla famiglia Acanthuridae, genericamente indicato come barbero in lingua spagnola Al termine del conflitto venne 

## Impiego operativo
Il Barbero, assegnato alla United States Pacific Fleet, operò due missioni nel teatro dell'Oceano Pacifico della seconda guerra mondiale, durante le quali riuscì ad affondare quattro navi per un totale di 21 700 tonnellate prima di essere danneggiato dai frammenti di una bomba sganciata da un aereo giapponese. Pur non colpendo direttamente lo scafo, l'ordigno causò danni al gruppo di trasmissione-riduzione di sinistra, sufficienti a rendere necessario il ritorno negli Stati Uniti d'America continentali per le riparazioni. Per il suo apporto durante il conflitto venne insignito di due battle star.
Concluse le riparazioni, il 7 marzo 1945 riprese servizio dirigendosi nuovamente verso il Pacifico, tuttavia durante il viaggio venne dichiarata la resa del Giappone. A oramai guerra finita, venne messo temporaneamente fuori servizio, assegnato alla United States Navy reserve fleets e ormeggiato alla Naval Submarine Base New London, per essere reintegrato il 1 marzo 1948 nell'ambito di un programma sperimentale destinato a valutare l'opportunità di utilizzare i sottomarini come unità da trasporto (cargo carrying submarine). Avviato al Mare Island Naval Shipyard per essere modificato, a fine lavori venne riclassificato come sottomarino ausiliario ottenendo il nuovo Hull classification symbol SSA-317.